# Cucuteni (gmina Lețcani)
Cucuteni – wieś w Rumunii, w okręgu Jassy, w gminie Lețcani. W 2011 roku liczyła 489 mieszkańców.